# Colin S. Gray
Colin S. Gray (29 de dezembro de 1943 - 27 de fevereiro de 2020) foi um escritor britânico-americano sobre geopolítica e professor de Relações Internacionais e Estudos Estratégicos na Universidade de Reading, onde foi diretor do Centro de Estudos Estratégicos. Além disso, ele foi Associado Sênior do Instituto Nacional de Políticas Públicas.

## Carreira
Gray foi educado na Universidade de Manchester e na Universidade de Oxford. Ele trabalhou no International Institute for Strategic Studies e no Instituto Hudson, antes de fundar o Instituto Nacional de Políticas Públicas em Washington, D.C. Ele também atuou como conselheiro de defesa dos governos britânico e americano. Gray serviu de 1982 a 1987 no Comitê Consultivo Geral sobre Controle de Armas e Desarmamento do governo Reagan.  Ele lecionou na Universidade de Hull, na Universidade de Lancaster, na Universidade de York, na Universidade de Toronto e na Universidade da Colúmbia Britânica. Gray publicou 30 livros sobre história militar e estudos estratégicos, bem como vários artigos.
Gray foi criticado por Alex Marshall, da Universidade de Glasgow, por sua tentativa de elevar a reputação de Harry S. Truman a "um nível de adulação muito mais alto do que o registro histórico jamais poderia sustentar objetivamente", bem como pelo silêncio de Gray sobre a mediocridade intelectual de Truman e o papel na Guerra Fria.

## Ligações externos
- Colin Gray: The Strategist’s Strategist by Mackubin Thomas Owens